# 弗朗丝·圣路易
弗朗丝·圣路易（法語：France St-Louis，1958年10月17日—），加拿大女子冰球运动员，场上位置是前锋。她曾代表加拿大国家队参加1998年冬季奥林匹克运动会冰球比赛，获得一枚银牌。